# Mordellistena idahoensis
Mordellistena idahoensis är en skalbaggsart som beskrevs av Ray 1946. Mordellistena idahoensis ingår i släktet Mordellistena och familjen tornbaggar. Inga underarter finns listade i Catalogue of Life.